# The Triptic
The Triptic – ósmy album studyjny album polskiej grupy muzycznej Sweet Noise, wydany 6 sierpnia 2007 przez 2 wytwórnie: EMI oraz Noise Inc. Wydawnictwo ukazało się również w wersji z dołączoną płytą DVD zawierającą teledyski oraz film dokumentalny. Płyta dotarła do 14. miejsca listy OLiS w Polsce.

## Lista utworów
Źródło.
| Nr  | Tytuł utworu                         | Autorzy                              | Długość |
| --- | ------------------------------------ | ------------------------------------ | ------- |
| 1.  | „Victims of War”                     | Mohamed, Osiński                     | 5:48    |
| 2.  | „Without”                            | Mohamed, Osiński                     | 3:37    |
| 3.  | „Chaos”                              | Mohamed, Osiński, Zukile             | 5:28    |
| 4.  | „Sympathy for the Devil Part 666”    | Jagger, Richards, Mohamed, Osiński   | 5:52    |
| 5.  | „Give It All Away”                   | Mohamed, Osiński, Sony, Zukile       | 6:18    |
| 6.  | „Black Leather Boots”                | Mohamed, Osiński                     | 5:17    |
| 7.  | „Painkiller”                         | Mohamed, Osiński, Zukile             | 7:53    |
| 8.  | „Burn Love”                          | Mohamed, Osiński                     | 3:47    |
| 9.  | „In the Name”                        | Mohamed, Osiński, Shumba             | 5:27    |
| 10. | „Missing You”                        | D-Form, E.J., Mohamed, Osiński, Sony | 6:14    |
| 11. | „Vahan Song”                         | Mohamed, Osiński                     | 5:31    |
| 12. | „In the Blood (My Forgotten Friend)” | Mohamed, Osiński, Shumba             | 1:22    |
| 13. | „Stay Alive”                         | Mohamed, Osiński                     | 7:06    |
| 14. | „World”                              | Mohamed, Osiński                     | 5:11    |
| 15. | „Access Confirmed”                   | Mohamed, Osiński                     | 2:55    |
|     |                                      |                                      | 1:17:46 |

## Twórcy
- Piotr „Glaca” Mohamed – wokal prowadzący, słowa, produkcja muzyczna
- Tomasz „Magic” Osiński – gitara, programowanie
- Krzysztof „Docent” Raczkowski – instrumenty perkusyjne
- Krzysztof Poliński – perkusja
- Tomasz „DJ Kostek” Kościelny  – gramofony
- Warrick Sony – beat, dźwięki (1, 3, 5, 6-15), gitara (utwory 5, 10), gitara basowa (utwór 12)
- Murray Anderson – gitara (utwory 4, 8, 12), smyczki, syntezator (utwory 3, 4, 7, 9, 11, 13, 14)
- Paul Ressel – beat, syntezator (utwory 1, 6, 7, 8, 14)
- Jarek „Chilek” Chilkiewicz – gitara (utwory 1, 3, 4, 5, 6, 9, 11, 12, 14)
- Theo Crous – gitara (utwory 1, 2, 6, 7)
- Teba Shumba – wokal (utwory 9, 10)
- Zukile Malahlana – wokal (utwory 3, 5, 7)
- Emily Bruce – wokal (utwory 3, 9)
- Lipuo Tsira Titi –  wokal (utwory 1, 4, 6, 9, 12, 14)
- E.J. – wokal (utwory 8, 10)
- D-Form – wokal (utwór 10)
- Inge Beckmann – wokal (utwory 2, 7)
- Vahan & Heno – głos (utwór 13)
- Vahan & Rodzina – głos (utwór 11)
- Adam Toczko – miksowanie
- Tom Meyer – mastering